# Canthium macrocarpum
Canthium macrocarpum är en måreväxtart som beskrevs av George Henry Kendrick Thwaites. Canthium macrocarpum ingår i släktet Canthium och familjen måreväxter. Inga underarter finns listade i Catalogue of Life.